# Andy Lehrer

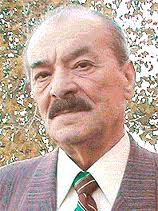
Andy Lehrer

Andy Z. Lehrer (* 16. Mai 1930 in Iași, Rumänien; † 6. Februar 2014) war ein rumänischer Entomologe. 
Seit 1996 war Lehrer Forscher am Laboratorium für Zoologie der Universität Tel Aviv. Er war Kurator emeritus des zoologischen Museums  (Diptera Abteilung) und der Herausgeber der Zeitschrift Fragmenta dipterologica. Lehrer war ein Spezialist für Sarcophagidae, Calliphoridae und Bengaliidae und veröffentlichte mehr als 450 wissenschaftliche Arbeiten in verschiedenen internationalen Fachzeitschriften.